# Сідорко Володимир Ігорович
Сідорко Володимир Ігорович (нар. 24.02.1958, м Київ) — відомий український вчений в галузі фізико-хімії процесів механічної обробки прецизійних деталей оптичних систем та електронної техніки зі скла, кераміки та кристалічних матеріалів, а також виробів з природного та штучного каменю.
Доктор технічних наук, доцент. З 2011 року — директор ДП «Інженерно-виробничий центр АЛКОН» НАН України.

## Освіта
У 1981 році закінчив Київський політехнічний інститут (НТУ України «КПІ»).
Кандидатська дисертація Сидорко В. І. Динамічна якість системи патрон-деталь пруткових автоматів: 05.03.01: процеси механічної та фізико-хімічної обробки; верстати та інструменти / Київський політехнічний ін-т (1986).
Докторська дисертація Сидорко В. І. Наукові основи процесів фінішної алмазно-абразивної обробки природного та синтетичного каменю: 05.03.01: процеси механічної та фізико-хімічної обробки; верстати та інструменти / НТУ України «КПІ» (2006).

## Наукова та викладацька діяльність
У 1981 році був прийнятий в Інститут надтвердих матеріалів ім. В. М. Бакуля НАН України. З 1984 р. працював на посаді молодшого наукового співробітника ІНМ НАН України. В 1988 році за конкурсом був обраний на посаду наукового співробітника. З 1992 року працював на посаді головного інженера ІНМ НАН України, а з 2001 року був переведений на посаду заступника генерального директора концерну «АЛКОН», одночасно працюючи на посаді старшого наукового співробітника лаб. № 19 ІНМ НАН України.
2004—2010 — працював на посаді доцента в НТУУ «КПІ» на кафедрі конструювання верстатів і машин Механіко-машинобудівного інституту.
2014—2015 — працював на посаді професора в НТУУ «КПІ» на кафедрі конструювання верстатів і машин Механіко-машинобудівного інституту.
У 2016 році Сідорку В. І. присвоєно вчене звання доцента кафедри конструювання верстатів та машин.
Під його науковим керівництвом захищено дисертацію на здобуття наукового ступеня кандидата технічних наук: Філатов А. Ю. (2012).

## Напрямки наукової діяльності
Вивчення процесів механічної обробки неметалічних матеріалів, зокрема, природного і штучного каменю, розробка і дослідження технологій високоефективних інструментів.

## Наукові результати
У розвиток наукових основ процесів фінішної алмазно-абразивної обробки природного та синтетичного каменю інструментами з функціонально-орієнтованими конструкціями і характеристиками робочого шару встановлено, з урахуванням особливостей масопереносу при взаємодії інструменту і виробу в контактній зоні, що продуктивність обробки експоненціально збільшується при зменшенні безрозмірного параметра, який залежить від технологічних параметрів процесу обробки, а швидкість зносу робочого шару інструменту залежить, окрім того, від коефіцієнта питомого зносу інструментального матеріалу.
Отримано аналітичні залежності глибини зруйнованого шару, поверхні виробу від найбільш імовірного розміру частинок шламу, жорсткості обробленої поверхні і мікротвердості та тріщиностійкості матеріалу виробу.
Опубліковано понад 270 друкованих праць, в тому числі 2 монографії, більше 60 статей в спеціалізованих та іноземних журналах (Індекс Гірша h = 4), отримано 15 патентів України на винаходи та корисні моделі.

## Визнання
Нагороджений Почесною Бакулівською медаллю — «За значні досягнення в науково-дослідній роботі з підвищення продуктивності і якості фінішної алмазної обробки природного каменю» (2010) та Почесною Бакулівською грамотою — «За значні досягнення в забезпеченні з'єднання науки з виробництвом і великий практичний ефект» (2007).
Нагороджений Комітетом економічного розвитку Золотою медаллю «Професійна слава України» — «За високопродуктивну працю та професіоналізм» (2010), Почесною грамотою Кабінету Міністрів України (2011).

## Основні публікації
1. Филатов Ю. Д., Сидорко В. И. Статистический подход к износу поверхностей деталей из неметаллических материалов при полировании // Сверхтвердые материалы. — 2005. — № 1. — С. 58-66.;
2. Сидорко В. И., Филатов Ю. Д. Новый подход к исследованию закономерностей съема неметаллических материалов при их финишной обработке // Сверхтвердые материалы. Получение и применение: монография в 6 т. / под общ. ред. Н. В. Новикова. — Киев: ИСМ им. В. Н. Бакуля, ИПЦ «АЛКОН» НАН Украины, 2006. — Т. 4: Инструменты и технологические процессы в прецизионной финишной обработке / под ред. В. В. Рогова. — Гл.4.— С. 232—252.;
3. Закономерности образования нарушенного слоя при финишной обработке неметаллических материалов / В. И. Сидорко, Ю. Д. Филатов // Прогрессивные технологии и системы машиностроения. — 2005. — № 1 (30). — С. 181—185.;
4. Продуктивність фінішної обробки неметалевих матеріалів / В. І. Сідорко, Ю. Д. Філатов // Процеси механічної обробки в машинобудуванні. — 2005. — № 1. — С. 218—235.;
5. Сідорко В. І., Пегловський В. В., Ляхів В. Н. Сучасні методи проектування виробів з природного каменю. Ч. 1. Розробка тривимірних параметричних моделей виробів з каменю // Коштовне та декоративне каміння. — Київ: Вид. ДГЦУ. — 2008. — № 4 (54). — С. 12-17.
6. Сідорко В. І., Пегловський В. В., Ляхів В. Н. Сучасні методи проектування виробів з природного каменю. Ч. 2. Отримання тривимірних фотореалістичних моделей виробів з каменю // Коштовне та декоративне каміння. — Київ: Вид. ДГЦУ. — 2009. — № 1 (55). — С. 10-15.
7. Состояние поверхности деталей ИК-техники после микроточения резцами из природных алмазов и СТМ / Л. Л. Бурман, В. И. Сидорко, В. В. Рогов и др. // Сверхтвердые материалы. — 1990. — № 2. — С. 57—60.